# Историја Сан Марина
Сан Марино је трећа по реду најмања држава на свету, и једна од најстаријих. Према предању, Сан Марино је основан 301. године када је један зидар Марин Далматински (хришћанин) из Далмације, побегао са далматинског острва Раба како би се спасио Диоклецијана, антихришћанског римског императора. Марин се сакрио на врху планине Титано (највиша у Сан Марину) и основао малу заједницу хришћана. Власница земље, симпатична госпођа Римини, завештала је то парче земље хришћанској заједници. Свакако ова област била је насељена и у праисторији, мада писани документи о томе датирају најкасније из средњег века. У знак сећања на Марина земља је добила име „Сан Марино“.
У лангобардско доба, Сан Марино је био посед војвода од Сполета, а слободна комуна датира из 10. века. 
Првобитна структура власти била је састављена из скупштине познате као Аренго, која се састојала из вођа сваке од породица. Године 1243. установљени су положаји капетана-регента (итал. Capitani Reggenti) који представљају колективног шефа државе. Најранији статут државе су из 1263. године. Света столица је потврдила древну независност Сан Марина 1291. године. 
Површину Сан Марина је до 1463. године чинио само Монте Титано. Те године, после успешне савезничке борбе против Сигисмунда Пандолфа Малатесте, господара Риминија, папа Пије II дао је Сан Марину градове Фјорентино, Монтеђардино и Сераваље. Касније те исте године, град Фаетано је добровољно приступио републици. Отада се површина Сан Марина није мењала. 
Сан Марино је усвојио писани устав 8. октобра 1600. године.
Сан Марино је био под страном војном окупацијом три пута у историји и то увек накратко. Чезаре Борџија је 1503. окупирао републику до своје смрти неколико месеци касније. Кардинал Алберони је 1739. окупирао земљу, али грађанска непослушност и тајне поруке послате папи Клементу XII резултовале су у признавању права Сан Марина и повраћају независности.
Републику је признао Наполеон 1797. године и Бечки конгрес 1815. године. Сан Марино одржава дипломатске и конзуларне везе са одређеним бројем европских и америчких земаља, има сопствени новац, поштанске марке и одликовања. Законодавну власт врши Велико веће од 60 чланова а извршну Државни конгрес подељен у министарства. Капетани-регенти имају церемонијалну улогу и бирају се двапут годишње, у априлу и октобру. 
Последња окупација земље десила се 1944. године. Сан Марино је био неутралан у Другом светском рату. Међутим, немачке снаге су се повлачиле кроз земљу, а пратиле су их савезничке. Савезничке снаге остале су само неколико недеља у земљи.
Сан Марино је једини преостали италијански град-република. Као Андора, Лихтенштајн и Монако појављује се као анахронизам, подсећање на време подељености Европе на мале политичке јединице. Опстанак Сан Марина, потпуно окруженог Италијом, посебно је изненађујући. 
Сан Марино је постао члан Савета Европе 1988. године и био је присутан у организацији током прве половине деведесетих.
Члан УН Сан Марино је постао 1992. године.